# Sankt Michaelis Kirke
Sankt Michaelis Kirke är en kyrka som ligger i Vendersgade i staden Fredericia.

## Kyrkobyggnaden
Kyrkan består av långhus med kor i öster och ingång i väster. Vid östra kortsidan finns ett lågt kyrktorn som delvis är inbyggt i kyrkan.
Sankt Michaelis Kirke invigdes 1 juni 1668 av biskop Peder Jensen Kragelund i Ribe stift. Från början hette den Tyske Kirke eftersom många tyska immigranter bodde i staden. 1724 fick kyrkan sitt nuvarande namn. Kyrktornet vid östra sidan byggdes till 1763 och byggdes om 1828.
1955 blev kyrkan till stora delar ödelagd av en brand. En återuppbyggnad genomfördes och i september 1956 återinvigdes kyrkan.

## Inventarier
- Dopfunten från 1920 är gjuten i brons och är en kopia av Bertel Thorvaldsens dopängel i Vor Frue Kirke i Köpenhamn.
- Predikstolen från 1956 är en kopia av en tidigare predikstol från 1834 som förstördes vid kyrkbranden 1855.
- Orgeln är tillverkad 1951 av Th. Frobenius og Sønner Orgelbyggeri A/S. Från början hade den 26 stämmor, två manualer och pedal. 1956, efter branden, genomförde Frobenius en omfattande renovering och ombyggnad då ännu en stämma tillkom.
- I tornets östgavel finns ett tornur från 2001 som är automatiskt och radiostyrt. Urtavlan är från 1856.